# Tlusťoch (seriál)
Tlusťoch (v německém originále Der Dicke) je německý televizní seriál premiérově vysílaný v letech 2005-2012. Český dabing pořadu vyrobila a odvysílala Česká televize.

## Děj
Prominentní právník Gregor Ehrenberg (Dieter Pfaff) se rozhodl, že opustí společnou velkou advokátní firmu, kterou sdílel se svou manželkou Christinou Ehrenbergovou (Gisela Schneeberger) a v bývalé vinotéce v Hamburku Altoně si založí malou soukromou kancelář. Do kanceláře jako svou sekretářku přijme mladou Turkyni Jasmínu Ülkümovou (Sophie Dal) a jako uklízečku zaměstná jistou Gudrun Kowalskou (Katrin Pollitt), která se neváhá začít rvát za to, co se jí zdá správné. Ehrenberg se začne setkávat s komplikovanými případy, při kterých často začne se svými zaměstnankyněmi volit poněkud kontroverzní kroky v hledání pravdy a mnohdy se tak jeho právnická kancelář mění v detektivní kancelář na hraně zákona.
Seriál však krom Ehrenbergova profesního života rozplétá osobní životy seriálových postav. Zejména v prvních epizodách řeší Ehrenberg krom pracovních případů i konflikty se svou bývalou manželkou a komplikované vztahy se svou sousedkou Lisou. V pozdějších epizodách mizí bývalá manželka z jeho života a v kanceláři začne pracovat s novou právní kolegyní Isabelou Von Bredeovou (Sabine Postel), přičemž mezi oběma vznikne jistá pracovní soutěživost a rivalství.

## Produkce a sledovanost

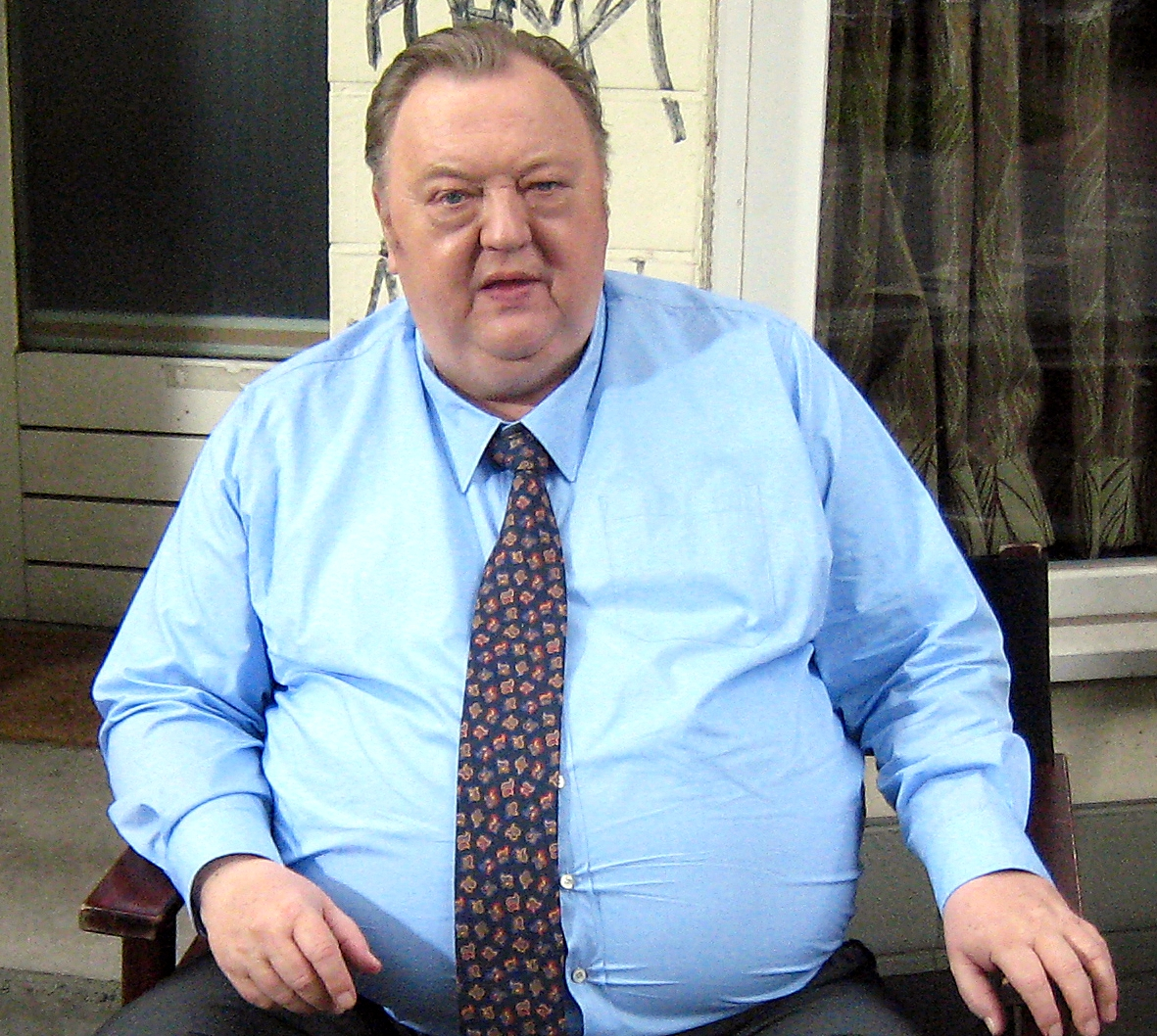
Dieter Pfaff při natáčení Tlusťocha.

První až třetí epizoda se natáčela už v listopadu a prosinci 2003, zbývající epizody první řady se natáčely od ledna do června 2004. Celou první řadu o třinácti dílech sledovalo v Německu v průměru 5,83 milionu diváků.
První až šestá epizoda druhé řady se natáčela od května do srpna 2006, zbývající epizody druhé řady od ledna do května 2007.
Natáčení třetí řady začalo v lednu 2009 a trvalo do dubna 2009. Čtvrtá řada byla natáčena od začátku srpna 2010 do května 2011.
Během natáčení se několikrát měnily lokace (zpravidla pro každou řadu). V první řadě byla advokátní kancelář v Hein-Hoyer-Straße, v druhé řadě v Carsten-Rehder-Straße a ve třetí a čtvrté řadě v Eimsbütteler Chaussee. Budova soudu, která se nachází v seriálu, je skutečná soudní budova v Hamburku. V seriálu se i několikrát objevuje policejní služebna: v realitě se jedná o kancelářskou budovu rybího trhu v Altoně.
Během natáčení se také měnili režiséři:
- 1. řada: Thomas Jahn, Susanne Hake, Franziska Meyer Price
- 2. řada: Josh Broecker, Lars Jessen, Nils Willbrandt
- 3. řada: Josh Broecker, Bernhard Stephan, Marc Brummund, Oliver Dommenget
- 4. řada: Lars Jessen, Thomas Jauch, Oliver Dommenget, Christoph Schnee, Torsten Wacker

## Obsazení
| Herec               | České znění       | Role                              | Popis | První díl | Poslední díl |
| ------------------- | ----------------- | --------------------------------- | --- | --------- | ------------ |
| Dieter Pfaff        | Jaromír Meduna    | Gregor Ehrenberg                  | Advokát, provozovatel soukromé advokátní kanceláře, zaměstnavatel Gudrun a Jasmíny.                                          | 1         | 52           |
| Sabine Postel       | Zuzana Skalická   | Isabela Von Bredeová              | Advokátka, Ehrenberg s ní začne sdílet svou kancelář.                                                                        | 27        | 52           |
| Katrin Pollitt      | Irena Hrubá       | Gudrun Wohlersová (roz. Kowalská) | Uklízečka v advokátní kanceláři, kamarádka Jasmíny, od 35. epizody manželka Gerda Wohlerse.                                  | 1         | 52           |
| Sophie Dal          | Ivana Korolová    | Jasmína Ülkümová                  | Sekretářka v advokátní kanceláři, od 33. epizody partnerka Larse Meckela.                                                    | 1         | 52           |
| Gisela Schneeberger | Zlata Adamovská   | Christina Ehrenbergová            | Advokátka, později státní zástupkyně, bývalá manželka Gregora Ehrenberga.                                                    | 1         | 29           |
| Barbara Focke       | Marcela Nohýnková | Iris Brennerová                   | Sekretářka v původní kanceláři manželů Ehrenbergerových, v 21. epizodě mandantka Gregora Ehrenberga.                         | 1         | 21           |
| Ulrike Grote        | Simona Postlerová | Lisa Schubertová                  | Matka samoživitelka, prodavačka ve stavebninách, sousedka a kamarádka Gregora Ehrenberga.                                    | 2         | 13           |
| Alina Liss          | Klára Nováková    | Charlotta Schubertová             | Nezletilá dcera Lisy Schubertové, která lpí na Gregoru Ehrenbergovi a usiluje o jeho vztah s její mámou.                     | 2         | 13           |
| Fabian Meier        | Martin Sucharda   | Bodo Merker                       | Nezletilý synovec Norberta Merkera, zejména v 2. řadě průšvihář a malý zlodějíček.                                           | 14        | 52           |
| Peter Franke        | Alois Švehlík     | Norbert Merker                    | Majitel kavárny vedle advokátní kanceláře Gregora Ehrenberga, strýc Boda Merkera.                                            | 14        | 26           |
| Josef Heynert       | Jiří Krejčí       | Gerd Wohlers                      | Policista, manžel Gudrun Wohlersové.                                                                                         | 15        | 52           |
| Matthias Ziesing    | Libor Bouček      | Lars Meckel                       | Advokát, partner Jasmíny Ülkümové.                                                                                           | 33        | 52           |
| Uwe Bohm            | Jakub Saic        | Gerd Mattuschek                   | Muž zapletený do nejrůznějších kontroverzních aktivit ve městě, partner na jednu noc a později kamarád Isabely Von Bredeové. | 33        | 52           |

## Die Kanzlei
U seriálu Tlusťoch se stihly natočit čtyři řady seriálu. Při přípravách na natáčení páté řady však herec Dieter Pfaff, který ztvárnil hlavní postavu advokáta Ehrenberga a po jehož postavě byl seriál pojmenován, zemřel. Německá televize, respektive Hamburské studio, které seriál produkovaly, nakonec rozhodly, že se bude točit nový seriál navazující na Tlusťocha, a postavu Gregora Ehrenberga nahradí nový právník ztvárněný hercem Herbertem Knaupem, který by vystupoval po boku herečky Sabine Postel, která již v Tlusťochovi hrála postavu Ehrenbergovi kolegyně Von Bredeové. Nový seriál s názvem Die Kanzlei odvysílala německá televize poprvé 8. září 2015. Zatím poslední epizoda již páté řady seriálu byla poprvé odvysílána 22. listopadu 2022. Začátkem roku 2023 bylo oznámeno, že se bude natáčet i šestá řada, která by se měla odvysílat v roce 2024. Česká televize tento pořad nikdy nevysílala.
U německého obecenstva má obecně tento seriál menší přijetí, než Tlusťoch. Například web Rollingstone.de uvádí, že „Bez Pfaffa chybí šmrnc“.